# Порнография в Болгарии
Порнография в Болгарии запрещена и карается законом. Порнографические фильмы и прямые трансляции в Интернете преследуются по закону. В Болгарии нет легально признанных производителей порно, хотя домашнее порно существует. Рядовые граждане страны могут скачивать непристойные материалы из Интернета и смотреть их без каких-либо опасений, за исключением детской порнографии. Продажа и платная демонстрация запрещены и преследуются по закону. Первый болгарский порнографический фильм был снят в 1992 году.

## История
В бывшей Народной Республике Болгарии порнография была доступна узкому кругу лиц. Порнографические материалы ввозились контрабандой из-за границы, как правило, из Западной Европы. Отказ от цензуры в ранний посткоммунистический период привел к тому, что порнография стала широкодоступной. В 1990-х годах почти на всех рынках страны имелись пункты продажи видеопродукции, где можно было купить и порнографию. Началась продажа иностранных и отечественных болгарских порножурналов.
Наказание за изготовление и распространение порнографии составляет до 1 года лишения свободы (до 2 лет, если обвиняемый использовал Интернет) и штраф в размере от 1000 до 3000 болгарских левов. Продажа и распространение детской порнографии карается лишением свободы на срок до 1 года или штрафом в размере до 2000 левов. Интересно, что государство терпит ежевечерний показ порнографических фильмов по телевидению и продажу порнографической продукции в местах продажи, закрытых для детей. Общество часто подвергается воздействию сексуального содержания в рекламе.

## Обвинения
В 2010 году двое голландцев были пойманы на распространении в Интернете порно с участием 19-летней болгарки.
В 2011 году было задержано 20 мужчин разных национальностей. Они показывали в прямом эфире (по Skype) детскую порнографию с участием детей в возрасте от 2 до 11 лет.